# Chungch'ŏng-bong
Chungch'ŏng-bong är en bergstopp i Sydkorea.   Den ligger i provinsen Gangwon, i den norra delen av landet, 140 km öster om huvudstaden Seoul. Toppen på Chungch'ŏng-bong är 1 650 meter över havet, eller 59 meter över den omgivande terrängen. Bredden vid basen är 0,43 km. Chungch'ŏng-bong ingår i Sŏrak-sanmaek.
Terrängen runt Chungch'ŏng-bong är kuperad åt sydväst, men åt nordost är den bergig. Runt Chungch'ŏng-bong är det ganska glesbefolkat, med 42 invånare per kvadratkilometer. Närmaste större samhälle är Sokcho, 15,1 km nordost om Chungch'ŏng-bong. I omgivningarna runt Chungch'ŏng-bong växer i huvudsak blandskog.